# オマー・ミナヤ
オマー・テオドロ・アントニオ・ミナヤ・サンチェス（Omar Teodoro Antonio Minaya y Sánchez, 1958年11月10日 - ）は、MLBのゼネラルマネージャー(GM)。ドミニカ共和国出身。

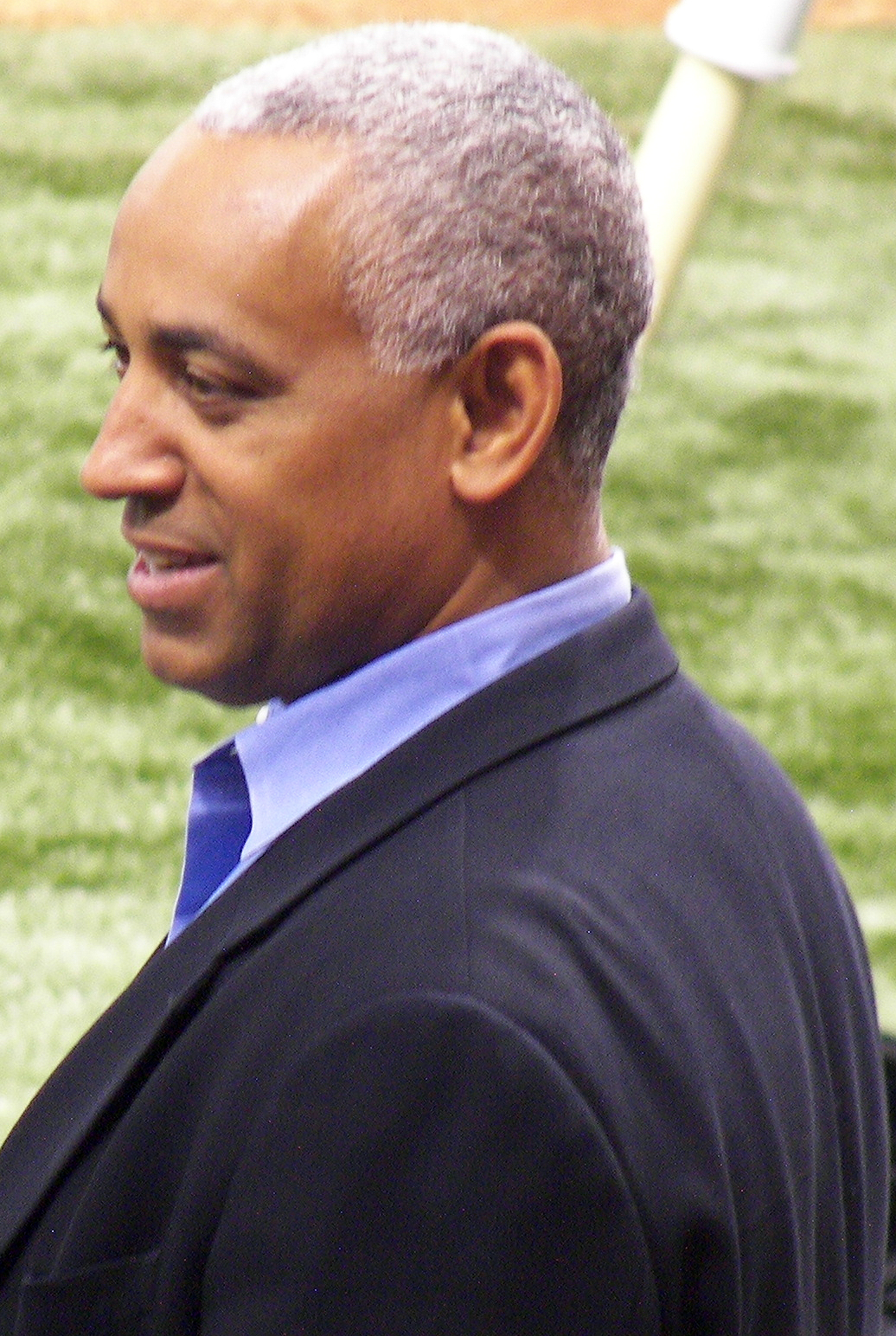
オマー・ミナヤ（2007年）

## 経歴

### GM就任まで
ドミニカ共和国で生まれ、8歳の時に家族でニューヨーク市クイーンズ区に移住。ニューヨーク・メッツの大ファンとして育ち、ニュータウン高校では野球部で活躍した。1978年にドラフト14巡目（全体342位）でオークランド・アスレチックスから指名され入団。マイナーリーグで3年間プレーするも芽が出ず、イタリアのリーグでも2年間プレーした後に現役を引退。1985年にテキサス・レンジャーズのスカウトに就任し、サミー・ソーサやフアン・ゴンザレスらを発掘。

### モントリオール・エクスポズGM
2002年、モントリオール・エクスポズのゼネラルマネージャー(GM)に就任。メジャーリーグ史上初のヒスパニック系GMとなった。財政難の中、2年連続で勝率5割を上回る健闘を見せたが、2004年のシーズンを最後にエクスポズはワシントンD.C.へと移転した。

### ニューヨーク・メッツGM
エクスポズ消滅後、ジム・デュケット前GMの後任として、ニューヨーク・メッツのGMに就任。メッツでは、豊富な資金を元にFAやトレードでペドロ・マルティネス、カルロス・ベルトラン、ビリー・ワグナー、カルロス・デルガド、ヨハン・サンタナ、フランシスコ・ロドリゲス、ジェイソン・ベイなどの大物選手を次々と獲得した。2年目の2006年には97勝を挙げて18年ぶりの地区優勝を果たしたが、リーグチャンピオンシップシリーズでセントルイス・カージナルスに3勝4敗で敗れ、ワールドシリーズ進出を逃した。2008年10月には、メッツと新たに4年契約を結んだ。しかし、怪我人の続出などもあり、2009年と2010年はMLB屈指の年俸総額ながら勝率5割を下回る苦しいシーズンとなった。
2010年10月4日、成績不振を理由に契約を2年残したままメッツのGMを解任された。

### サンディエゴ・パドレスGM
2011年12月2日よりサンディエゴ・パドレスの上級副社長に就任。2014年6月22日、ジョシュ・バーンズGM解任に伴い元アリゾナ・ダイヤモンドバックス監督のA・J・ヒンチらとともに代行を務めることになった。

## GMとしての戦績
| 年度   | チーム | リーグ  | 試合 | 勝利 | 敗戦 | 勝率 | 順位 | 年俸総額      |
| ------ | ------ | ------- | ---- | ---- | ---- | ---- | ---- | ------------- |
| 2002年 | MON    | NL East | 162  | 83   | 79   | .512 | 2位  | 3867万ドル    |
| 2003年 | MON    | NL East | 162  | 83   | 79   | .512 | 4位  | 5194万ドル    |
| 2004年 | MON    | NL East | 162  | 67   | 95   | .414 | 5位  | 4119万ドル    |
| 2005年 | NYM    | NL East | 162  | 83   | 79   | .512 | 3位  | 1億130万ドル  |
| 2006年 | NYM    | NL East | 162  | 97   | 65   | .599 | 1位  | 1億108万ドル  |
| 2007年 | NYM    | NL East | 162  | 88   | 74   | .543 | 2位  | 1億1523万ドル |
| 2008年 | NYM    | NL East | 162  | 89   | 73   | .549 | 2位  | 1億3779万ドル |
| 2009年 | NYM    | NL East | 162  | 70   | 92   | .432 | 4位  | 1億4937万ドル |
| 2010年 | NYM    | NL East | 160  | 79   | 83   | .488 | 4位  | 1億2649万ドル |
| 通算   | 通算   | 通算    | 1458 | 739  | 719  | .507 |      |               |

- 2006年は、リーグチャンピオンシップシリーズ敗退。